# Axel Raphael
Axel Ferdinand Raphael (* 4. Oktober 1850 in Göteborg; † 30. November 1921 in Stockholm) war ein schwedischer Nationalökonom, Sozialpolitiker und Schriftsteller.

## Leben und Werk
Axel Raphael promovierte mit der historischen Arbeit Bidrag till historien om Gustaf III’s planer på Polen 1788–1791 (Uppsala 1874), wirkte danach in Stockholm als nationalökonomischer Schriftsteller in ausgeprägt liberal-freihändlerischem Sinn und hat sich um die Erweiterung des künstlerischen und literarischen Eigentumsrechts (vgl. seine Broschüre Om rätt till tidnings titel, 1894), besonders aber um den Beitritt Schwedens zur Berner literarischen Konvention (1. August 1904) hohe Verdienste erworben.
Von Raphaels zahlreichen Aufsätzen seien Das schwedische Arbeiterschutzgesetz und Die schwedische Sozialpolitik des Jahres 1894 (Archiv für soziale Gesetzgebung, 1889 und 1895) hervorgehoben. Ferner schrieb er:
- Om ansvarighet för skada i följd af järnvägsdrift, Stockholm 1886
- Arbetsgifvare och arbetare, 1888
- Åtgärder för upprättande af smärre jordbrukslägenheter i Preussen och Storbritannien, 1893
- Förlikning och skiljedom i arbetstvister i utlandet, 1901
- Bostadsfrågan, 1903